# Mokré
Mokré är en ort i Tjeckien. Den ligger i den nordöstra delen av landet, 120 km öster om huvudstaden Prag. Mokré ligger 260 meter över havet och antalet invånare är 154.
Terrängen runt Mokré är platt. Runt Mokré är det ganska glesbefolkat, med 43 invånare per kvadratkilometer. Närmaste större samhälle är Hradec Králové, 17,5 km väster om Mokré. Trakten runt Mokré består till största delen av jordbruksmark.